# 藤原氏雄
藤原 氏雄（ふじわら の うじお）は、平安時代初期の貴族。藤原北家楓麻呂流、右大臣・藤原園人の孫。従五位下・藤原並人の子。官位は正五位下・大和守。

## 経歴
承和5年（838年）縫殿頭に任ぜられ、承和7年（840年）石見守として地方官に転じる。承和13年（846年）には兵部少輔に任ぜられて京官に復し、翌承和14年（847年）従五位上に叙せられる。
文徳朝に入り、仁寿4年（854年）大蔵大輔に補任。天安2年（858年）正五位下・治部大輔に叙任されるが、直後に大和守に転じ再び地方官を務めている。

## 官歴
『続日本後紀』及び『日本文徳天皇実録』の記載に従う。
- 承和5年（838年） 2月7日：縫殿頭
- 承和7年（840年） 3月5日：縫殿頭。6月10日：石見守
- 承和13年（846年） 7月10日：兵部少輔
- 承和14年（847年） 正月7日：従五位上
- 仁寿4年（854年） 正月16日：大蔵大輔
- 天安2年（858年） 正月7日：正五位下。2月5日：治部大輔。2月28日：大和守

## 系譜
『尊卑分脈』による。
- 父：藤原並人
- 母：不詳
- 妻：生母不詳の子女
  - 男子：藤原常世
  - 男子：藤原高吉
  - 男子：藤原峯雄
  - 男子：藤原常棟